# Przybrda
Przybrda – osada w Polsce położona w województwie zachodniopomorskim, w powiecie szczecineckim, w gminie Biały Bór, przy drodze krajowej nr 20 Stargard – Szczecinek – Gdynia.
W latach 1975–1998 wieś należała do woj. koszalińskiego.

## Środowisko przyrodnicze
W bliskim sąsiedztwie miejscowości Przybrdy znajdują się Obszary chronionego krajobrazu obejmujące ok. 1/4 powierzchni gminy Biały Bór w obszarach:
- północne i częściowo wewnętrzne tereny gminy wraz z jeziorami Cieszęcino, Łobez, Bielsko, obejmuje południową część obszaru chronionego krajobrazu „Okolice Żydowo – Biały Bór”. Duży kompleks leśny obejmujący niemal wszystkie typy siedliskowe lasów, różnego rodzaju tereny podmokłe, duże zbiorniki wodne oraz szczególnie urozmaicona rzeźba terenu była głównym argumentem za powołaniem obszaru chronionego krajobrazu. W trakcie prowadzonych obserwacji potwierdzono[kto?] ponadprzeciętne walory krajobrazowe okolic Żydowa. Wybrane elementy tego kompleksu krajobrazowego charakteryzują się dużymi walorami faunistycznymi w szczególności jezioro Kwiecko. Element obszaru stanowi kompleks źródliskowy położony wzdłuż krawędzi doliny Radwi na wysokości jeziora Kwiecko.
- zachodnią część gminy w rejonie jezior Stepieńskie, Dołgie obejmuje wschodnią część obszaru chronionego krajobrazu „Jeziora szczecineckie”

Część obszaru gminy Biały Bór jest wpisana do sieci NATURA 2000. Obszar Ostoja Drawska obejmuje część Pojezierza Drawskiego z ponad 50 jeziorami (10% pow. terenu), reprezentującymi wszystkie typy jezior. Teren został ukształtowany w wyniku działalności lądolodu podczas ostatniego zlodowacenia bałtyckiego. Pozostałościami tej działalności są między innymi: wały moreny czołowej, ozy, liczne jary, doliny rzek, jeziora rynnowe i wytopiskowe. Jeziora należą do najgłębszych w Polsce (Drawsko – 79,7 m). Największe to Drawsko (powierzchnia 1872 ha), Siecino, Żerdno, Komorze i Wilczkowo. Mają one urozmaiconą linię brzegową, na niektórych są wyspy. Brzegi jezior są wysokie, porośnięte lasem, głównie łęgami i buczyną, lub niskie, z roślinnością przybrzeżną. Lasy pokrywają ok. 25% terenu. Dominują tu bory, duże powierzchnie zajmują drzewostany bukowe, dębowe. Rzeźba terenu jest zróżnicowana, z licznymi wąwozami, parowami, niewielkimi, bezodpływowymi zbiornikami wodnymi, bagnami i torfowiskami. Największą rzeką jest Drawa, mająca tu swoje źródła. Swój początek biorą tutaj także inne rzeki, jak: Dębnica, Wogra, Piławka, Kokna i Rakon. Znaczna część obszaru jest użytkowana rolniczo.

## Środowisko kulturowe
Pod opieką Zachodniopomorskiego Konserwatora Zabytków znajdują się:
- kuźnia – z XIX wieku murowana z naturalnego kamienia i cegły, wzniesiona na terenie dziedzińca gospodarczego
- magazyn folwarczny – z XIX wieku znajdujący się w północno-zachodniej części dziedzińca gospodarczego
- wozownia – z 1925 roku

## Dziedzictwo historyczne
W XVI wieku Przybrda (nazwy dawne – Ebersfelde, Przybyradz) licząca 20 łanów bardzo nieurodzajnych ziem i obejmująca folwark wielkości 7 łanów była wsią ziemia niską należącą do M. Zartha, rodziny szlacheckiej przybyłej z Niemiec. Wieś przynależała do parafii w Białym Borze. W XIX wieku wzniesiono w miejscowości dwór jednokondygnacyjny z dachem naczółkowym, z wstawkami na poziomie dachu i werandą. Rozebrany w latach 1987/88. Lokacyjny układ wsi – wieś ulicówka z folwarkiem założonym na planie czworoboku w północno-wschodniej części wsi. Zespół folwarczny uległ rozbudowie o nowe budynki gospodarcze. Miejscowość rozbudowała się w kierunku południowym – w latach 70. wzniesiono nowe osiedle mieszkaniowe (bloki II- i III-kondygnacyjne z zapleczem gospodarczym), usytuowane po oby stronach szosy Szczecinek – Biały Bór.

## Obiekty i tereny
Na terenie miejscowości Przybrda znajduje się świetlica wiejska oraz boisko rekreacyjno–sportowe.
Szlaki turystyczne:
- rowerowy (niebieski) o długości 34,1km. "Ukryte Jezioro"- Biały Bór- Jez. Bielsko- Trzmielewo- Jeziernik- Drzonowo-Świerszczewo- Stępień- Drężno- Kazimierz- Biskupice- Biały Bór – oznakowany kolorem niebieskim
- pieszy (zielony) "Szlak wzniesień moreny czołowej" długość całego szlaku od Złocieńca do Żydowa wynosi 158km. Przez gminę przebiega odcinek szlaku: Szczecinek – Czarnobór – Gwda Wielka – Stepień – Biały Bór – Żydowo. Prowadzi wzdłuż ciągu jezior przez najpiękniejsze zakątki Pojezierza Drawskiego.

Gospodarka, rolnictwo:
Powierzchnia geodezyjna miejscowości Przybrda wynosi 1670,0 ha.
Na terenie miejscowości Przybrda znajdują się 10 podmiotów prowadzących działalność gospodarczą przez osoby fizyczne.

## Instytucje
W miejscowość znajduje się Ośrodek Integracji Kulturalnej w Przybrdzie współfinansowany przez Unię Europejską w ramach Europejskiego Funduszu Społecznego oraz przystanek autobusowy.

## Ludzie, organizacje społeczne
Liczba ludności w miejscowości Przybrda 31 grudnia 2007 wynosiła 365 osób, w tym w wieku 0–18 lat 86 osób (kobiety – 39, mężczyźni – 47), w wieku 19–110 lat 279 osób (kobiety – 142, mężczyźni – 137).
Na terenie Przybrdy działał Klub Sportowy Husaria oraz Białoborskie Stowarzyszenie Sołtysów prowadzące działalność statutową w zakresie kształtowania warunków pracy i życia ludności wiejskiej odpowiadających standardom cywilizacyjnym i pozwalającym mieszkańcom wsi realizować ich cele ekonomiczne, edukacyjne, kulturowe i społeczne.